# Varna (Šabac)
Pour les articles homonymes, voir Varna.
Varna (en serbe cyrillique : Варна) est une localité de Serbie située sur le territoire de la ville de Šabac, district de Mačva. Au recensement de 2011, elle comptait 1 545 habitants.
Varna est officiellement classée parmi les villages de Serbie.

## Démographie

### Évolution historique de la population
| 1948  | 1953  | 1961  | 1971  | 1981  | 1991  | 2002  | 2011  |
| ----- | ----- | ----- | ----- | ----- | ----- | ----- | ----- |
| 1 465 | 1 578 | 1 561 | 1 517 | 1 549 | 1 613 | 1 720 | 1 545 |

|  |